# Paracontias manify
Paracontias manify — вид сцинкоподібних ящірок родини сцинкових (Scincidae). Ендемік Мадагаскару.

## Поширення і екологія
Paracontias manify мешкають на півночі острова Мадагаскар, в районі Царатанани на півдні регіону Діана. Вони живуть у вологих гірських тропічних лісах, серед гнилої деревини. Зустрічаються на висоті понад 1000 м над рівнем моря.